# Artur Popławski

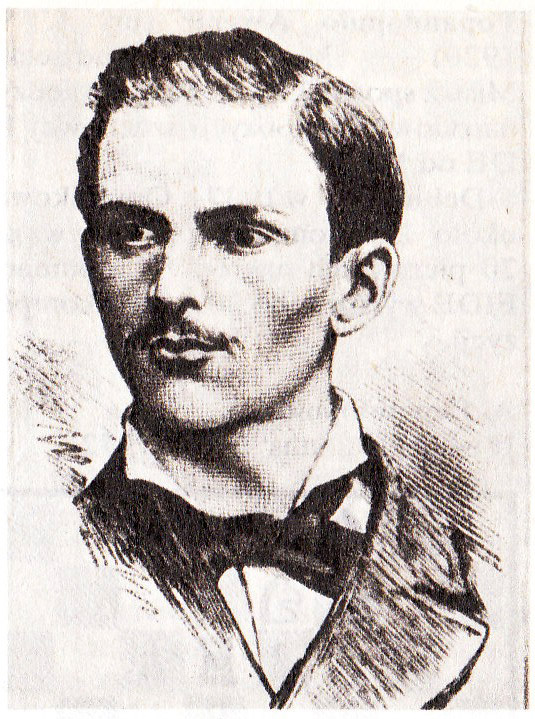
Artur Władysław Kamil Popławski

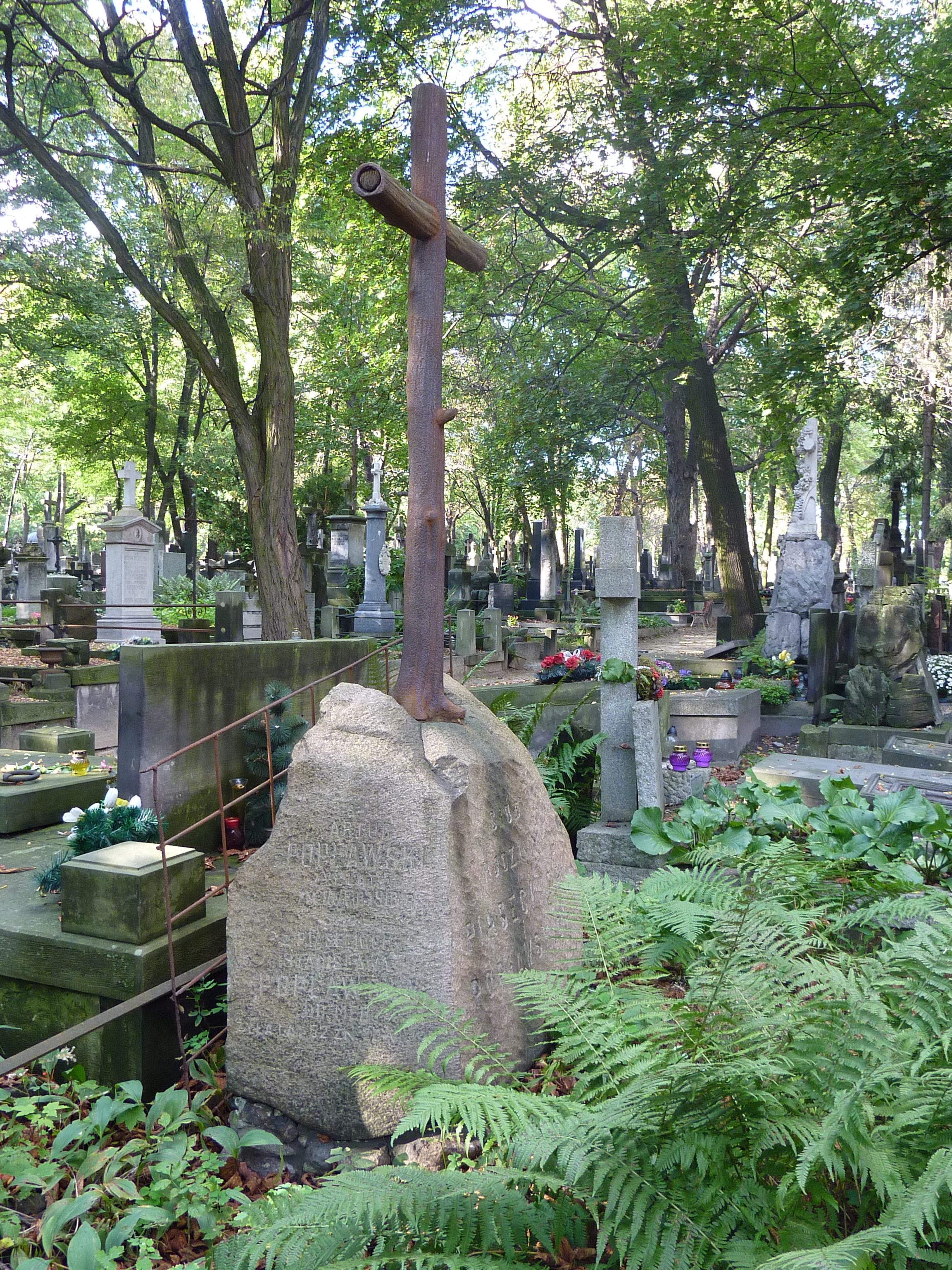
Popławskis Grab in Warschau

Artur Władysław Kamil Popławski (* 1860 in Warschau; † 10. August 1918 ebenda) war ein polnischer Ingenieur und Schachmeister. Er gewann zweimal die Schachmeisterschaft der Schweiz.

## Leben
Popławski studierte nach Beendigung des Gymnasiums in Warschau ab 1879 Mathematik auf der Zaristischen Universität Warschau. 1884 wechselte er zum Polytechnikum nach Zürich, wo er das Ingenieur-Diplom mit Auszeichnung erhielt. Er kehrte zu Beginn der 1890er Jahre nach Warschau zurück, wo er als Eisenbahnbauingenieur mit dem Bau der Strecke Warschau-Wien betraut wurde. Daneben ging er wissenschaftlichen Arbeiten nach und publizierte eine Arbeit zur Statistik. Zu seinem Lebensende erhielt er eine Berufung zum Lehrstuhl der Statistik an der Technischen Universität Warschau, die er allerdings aufgrund seines schlechten Gesundheitszustandes ablehnen musste. Popławski starb vor Ende des Ersten Weltkriegs und erhielt seine letzte Ruhestätte auf dem Powązki-Friedhof in Warschau.

## Schachkarriere
Bereits während seiner Warschauer Studienzeit galt er nebst seinem Studienkollegen Józef Żabiński als vielversprechender junger Schachspieler und zählte zu den bekannteren Warschauer Meistern. Er erhielt im September 1879 von Szymon Winawer und Jan Kleczyński (dem älteren Spieler dieses Namens) eine Einladung, die Warschauer Mannschaft zu vertreten, die im selben Jahr zwei Korrespondenzpartien gegen Moskau austrug. Popławskis Partner in diesem Match, das die Warschauer 1,5:0,5 gewannen, waren neben den schon erwähnten Szymon Winawer, Kleczyński und Żabiński noch Dawid Winawer, Michał Landau und Szymon Methal.
Kurz vor seiner Abreise in die Schweiz nahm Popławski noch an der Warschauer Meisterschaft teil, die über die Jahreswende 1883/84 ausgerichtet wurde: In einem Teilnehmerfeld von 12 Spielern wurde er Zweiter, nur um einen halben Zähler von Żabiński überholt. In der Schweiz gewann er die beiden erstmals ausgerichteten Meisterschaften der Schweiz in den Jahren 1889 und 1890, beide Male geteilt mit Max Pestalozzi. Popławski erhielt viele Schönheitspreise für seine Partien und veröffentlichte einige Artikel zum Problemschach.
Aus der Schweiz zurückgekehrt, nahm Popławski wieder am Warschauer Schachleben teil, allerdings seine Aktivität sukzessive auf den organisatorischen Teil in der Warschauer Schachgesellschaft beschränkend, für die er Turniere und Wettkämpfe organisierte. Daneben war er mehrmals Preisrichter bei Schachwettbewerben der Zeitungen Tygodnik Illustrowany und Kurier Warszawski.
Sporadisch spielte er einige Partien in Warschauer Cafés; es gelangen ihm einige bemerkenswerte Erfolge, so besiegte er 1892 den Meister Galiziens, Ignacy Popiel, und im Jahr darauf den Berliner Meister Moritz Lewitt. Er gewann Wettkämpfe gegen Warschauer Lokalgrößen: Jan Kleczyński (dem Älteren, 1891), Szymon Menthal (1895) und Alexander Flamberg (1900).